# Виктория Шарлота фон Анхалт-Бернбург-Шаумбург-Хойм
Вижте пояснителната страница за други личности с името Виктория.
Виктория Шарлота фон Анхалт-Бернбург-Шаумбург-Хойм (на немски: Viktoria Charlotte von Anhalt-Bernburg-Schaumburg-Hoym; * 25 септември 1715, дворец Шаумбург; † 4 февруари 1772, Балдуиншайн) е принцеса от Анхалт-Бернбург-Шаумбург-Хойм и чрез женитба маркграфиня на Княжество Бранденбург-Байройт от 1732 до 1764 г.

## Живот
Тя е най-възрастната дъщеря на княз Виктор I Амадей Адолф фон Анхалт-Бернбург-Шаумбург-Хойм (1693 – 1772) и първата му съпруга графиня Шарлота Луиза фон Изенбург-Бирщайн-Бюдинген (1680 – 1739), дъщеря на граф Вилхелм Мориц I фон Изенбург-Бирщайн и графиня Анна Амалия фон Изенбург-Бюдинген.
Виктория Шарлота се омъжва на 26 април 1732 г. в Шаумбург ан дер Лан за маркграф Фридрих Кристиан фон Бранденбург-Байройт (1708 – 1769) от франкския род Хоенцолерн. От 1739 г. те живеят разделено, заради ревност на нейния съпруг. Те се развеждат през 1764 г.
Последните си години Виктория Шарлота живее бедно в Хале (Заале). Тя е погребана в „гробницата Меландер“ в Холцапел.

## Деца
Виктория Шарлота и Фридрих Кристиан фон Бранденбург-Байройт имат две дъщери:
- Кристиана София Шарлота (* 15 октомври 1735; † 8 октомври 1757), омъжена на 20 януари 1757 г. за херцог Ернст Фридрих III фон Саксония-Хилдбургхаузен (1727 – 1780)
- София Магдалена (* 12 януари 1737; † 23 юли 1737)